# Annales. Histoire, Sciences sociales
Annales. Histoire, Sciences sociales es una revista científica francesa de historia social, que fue fundada en 1929 por los historiadores franceses Marc Bloch y Lucien Febvre. Dio inicio a un enfoque historiográfico conocido como la Escuela de los Annales. La revista comenzó en Estrasburgo bajo el nombre de Annales d'histoire économique et sociale; luego se trasladó a París y mantuvo el mismo nombre de 1929 a 1939. Fue renombrada como Annales d'histoire sociale (1939–1942, 1945), Mélanges d’histoire sociale (1942–1944), Annales. Economies, sociétés, civilisations (1946–1994) y, finalmente, Annales. Histoire, Sciences Sociales en 1994.
La gama de temas cubiertos por la revista es amplia, pero el énfasis se centra en la historia social y las tendencias de larga duración (la longue-durée), empleando a menudo la cuantificación y prestando atención especial a la geografía y la visión del mundo intelectual de las personas comunes o  las mentalidades. Presta menos atención a la historia política, diplomática o militar, así como a las biografías de personajes famosos. En su lugar, los Annales centran su atención en sintetizar patrones históricos identificados en estudios de historia social, económica y cultural, estadística, estudios de la familia e incluso psicoanálisis (psicohistoria).
Se ha proyectado publicar una edición en línea de la revista en inglés para el año 2012.